# Distrito electoral de Union (condado de Hitchcock, Nebraska)
Union (en inglés: Union Precinct) es un distrito electoral ubicado en el condado de Hitchcock en el estado estadounidense de Nebraska. En el Censo de 2010 tenía una población de 39 habitantes y una densidad poblacional de 0,42 personas por km².

## Geografía
Union se encuentra ubicado en las coordenadas 40°3′39″N 101°16′25″O / 40.06083, -101.27361. Según la Oficina del Censo de los Estados Unidos, Union tiene una superficie total de 93.32 km², de la cual 93.27 km² corresponden a tierra firme y (0.06%) 0.05 km² es agua.

## Demografía
Según el censo de 2010, había 39 personas residiendo en Union. La densidad de población era de 0,42 hab./km². De los 39 habitantes, Union estaba compuesto por el 94.87% blancos, el 0% eran afroamericanos, el 0% eran amerindios, el 0% eran asiáticos, el 0% eran isleños del Pacífico, el 5.13% eran de otras razas y el 0% pertenecían a dos o más razas. Del total de la población el 5.13% eran hispanos o latinos de cualquier raza.